# 大穗看麦娘
大穗看麥娘（学名：Alopecurus myosuroides）为禾本科看麥娘屬下的一个种，能生长在耕地和荒地的一年生草本植物。丛生，生长高度达80厘米。叶鞘平滑无毛，有绿色、紫色。长有绿色尖叶，长3至16厘米，质感粗糙。小穗为圆柱形，有黄绿色、淡绿色和紫色。开花时间为每年五月到八月。
在英国，农民称大穗看麦娘为“黑草”（black-grass）。因为能产生大量种子，而且在谷物收割之前就已散播，所以大穗看麦娘是谷类作物里主要的杂草，而且它已对一些除草剂产生抗性。大穗看麦娘能高密度生长，如果得不到控制的话就和作物竞争资源，并严重降低作物收成，如小麦和大麦。